# Martin Grase
Martin Grase (3 de maio de 1891 - 3 de agosto de 1963) foi um oficial alemão que serviu no Deutsches Heer durante a Segunda Guerra Mundial. Foi condecorado com a Cruz de Cavaleiro da Cruz de Ferro com Folhas de Carvalho.

## Condecorações
| Cruz de Ferro (1914) 2ª Classe                                   | 28 de setembro de 1914 |
| Cruz de Ferro (1914) 1ª Classe                                   | 6 de dezembro de 1916  |
| Distintivo de Feridos (1914) em Preto                            |                        |
| Cruz de Honra da Guerra Mundial 1914/1918 in 1934                |                        |
| Cruz de Ferro (1939) 2ª Classe                                   | 24 de setembro de 1939 |
| Cruz de Ferro (1939) 1ª Classe                                   | 4 de julho de 1940     |
| Medalha da Frente Oriental                                       |                        |
| Cruz de Cavaleiro da Cruz de Ferro                               | 18 de outubro de 1941  |
| Cruz de Cavaleiro da Cruz de Ferro com Folhas de Carvalho nº 248 | 23 de maio de 1943     |